# 기온정
기온정(일본어: 祇園町)은 일본 히로시마현 아사군에 존재했던 정이다. 1972년 8월 27일에 히로시마시에 편입되어 소멸하였다.